# Gostilj (Podgorica)
Pour les articles homonymes, voir Gostilj.
Gostilj (en serbe cyrillique : Гостиљ) est un village de l'est du Monténégro, dans la municipalité de Podgorica.

## Démographie

### Évolution historique de la population[1]
| 1948 | 1953 | 1961 | 1971 | 1981 | 1991 | 2003 |
| ---- | ---- | ---- | ---- | ---- | ---- | ---- |
| 185  | 201  | 224  | 220  | 176  | 166  | 193  |